# Snowboard cross

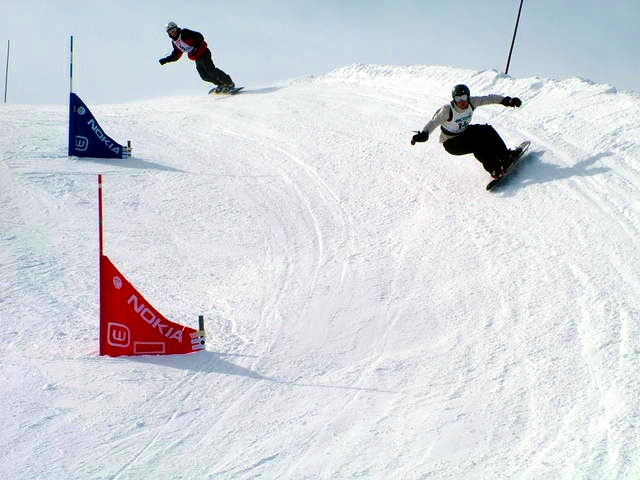
Snowboarders en la competencia de boardercross.

Snowboard Cross, también conocido como boardercross, es una competencia de snowboard en la que de cuatro a seis competidores corren por un curso. Las pistas suelen ser bastante estrechas e incluyen giros en curva, varios tipos de saltos, bermas, caídas, secciones empinadas y planas diseñadas para desafiar la capacidad de mantener el control mientras mantienen la velocidad máxima. No es raro que los corredores choquen entre sí a mitad de carrera. 
El formato de competición es típicamente una contrarreloj seguido por un torneo eliminatorio.

## Historia
Cuando Steven Rechtschaffner y su socio Greg Stump se quedaron sin ideas para segmentos para un programa de televisión que estaban produciendo para Fox TV llamado World of Extremes de Greg Stump, recordaron este concepto que había estado en la cabeza de Rechtschaffner durante años. Dada la necesidad de llegar a un segmento final, Rechtschaffner, un apasionado del snowboard, propuso la idea a Stump, a quien le encantó, y a Blackcomb Mountain, que aportó dinero en premios y tiempo de snowcat para construir el primer curso en 1991. John Graham, que fue gerente de negocios del tocón en el momento, fue acreditado con dar con el nombre boardercross. Después de ser visto en el programa de televisión Fox y emitido nuevamente en MTV Sports, otras personas comenzaron a organizar eventos de cruce de fronteras en Canadá, Estados Unidos y Australia. Rechtschaffner viajó a muchos de estos eventos para ayudar a otros a aprender cómo construir los cursos de cruce de fronteras.
Rechtschaffner había registrado el nombre Boardercross principalmente como una forma de garantizar que las personas que organizaban eventos lo hicieran de una manera positiva que fuera segura, emocionante y respetuosa con el mundo del snowboard. Por estas mismas razones, negó al organismo sancionador de esquí FIS los derechos de usar el apodo Boardercross, ya que compartió la creencia de la mayoría de los snowboarders de que un organismo sancionador de esquí no debería estar a cargo de los eventos de snowboard. Es por eso que el FIS se refiere a Boardercross como "Snowboard Cross" en los eventos olímpicos, a pesar de que la abrumadora mayoría de los corredores de boardercross todavía se refieren a su deporte por el término original de snowboard.
En 2000, Rechtschaffner canalizó el espíritu de boardercross en una serie de exitosos videojuegos que produjo para Electronic Arts llamado SSX, que vendió más de 8 millones de copias en los años siguientes.
En 2006, boardercross (denominado snowboard cross) se convirtió en un evento olímpico oficial en los Juegos Olímpicos de Turín. También se incluyó en los siguientes Juegos Olímpicos de Invierno.

## Importantes multi-competiciones
El snowboard cross había sido un evento en todos los X-Games desde su inicio en 1997. Sin embargo, se retiró después de la versión de 2012 sólo para ser presentada de nuevo en 2014. Debutó como deporte olímpico en los juegos de Invierno de 2006.